# George Stephanopoulos
George Robert Stephanopoulos, né le 10 février 1961 à Fall River, dans le Massachusetts, est un conseiller du président Bill Clinton et journaliste politique américain.

## Biographie
George Stephanopoulos est conseiller du président Bill Clinton. Il devient directeur de la communication de la Maison-Blanche en 1993.
Par la suite, il est le responsable du bureau de Washington pour la chaîne ABC News.
Son salaire à ABC News s'élève à 15 millions de dollars par an. Il se déclare opposé à la création d'un impôt sur la fortune.

## Vie privée
George Stephanopoulos est marié à Ali Wentworth, une actrice. Ils se sont rencontrés lors d'un rendez-vous à l'aveugle en avril 2001 et se sont fiancés deux mois plus tard. Ils se sont mariés le 20 novembre 2001 à la cathédrale archidiocésaine de la Sainte Trinité dans l'Upper East Side, à New York. Ils ont deux filles, Elliott et Harper.

## Télévision
Dans la série Friends (saison 1, épisode 4), Monica, Rachel et Phoebe épient George Stephanopoulos depuis la fenêtre de leur appartement, après avoir été livrées par erreur de sa pizza.